# Hit-Girl (fumetto)
Hit-Girl è una miniserie a fumetti statunitense di 5 numeri scritta da Mark Millar e disegnata da John Romita Jr., basata sull'omonimo personaggio comparso in Kick-Ass. Pubblicata dal 2012 al 2013 dalla Icon Comics (etichetta della Marvel Comics), fa parte della linea editoriale Millarworld, il sub-imprint per il quale sono pubblicati i fumetti creator-owned di Millar, cioè quelle opere indipendenti di cui l'autore detiene i diritti editoriali.
La miniserie è un prequel di Kick-Ass 2, e va quindi a collocarsi cronologicamente tra questo e Kick-Ass, pur essendo stata pubblicata successivamente.
In italiano la serie è stata pubblicata dalla Panini Comics prima in tre albi e successivamente ristampata in un unico volume.

## Personaggi
- Mindy McCready / Hit-Girl
- Dave Lizewski / Kick-Ass
- Chris Genovese / Motherfucker
- Marcus Williams
- Vic Gigante
- Ralphie Genovese